# Gare de Berlin Alt-Reinickendorf
La gare de Berlin Alt-Reinickendorf (en allemand : Bahnhof Berlin Alt-Reinickendorf) est une gare ferroviaire allemande, de la ligne 25 du S-Bahn de Berlin. Elle est située dans le quartier de Reinickendorf à Berlin.
C'est une gare de la Deutsche Bahn desservie par des trains de la S-Bahn de Berlin.

## Situation ferroviaire
La gare de Berlin Alt-Reinickendorf est située au PK 13,0 de la ligne 25 du S-Bahn de Berlin, entre les gares de Karl-Bonhoeffer-Nervenklinik (de) et de Schönholz.

## Histoire
La gare est mise en service à l'ouverture de la ligne de Berlin-Schönholz à Kremmen le 1er octobre 1893. Pour la distinguer de la gare de Schönholz-Reinickendorf située à la séparation de la ligne de Berlin-Schönholz à Kremmen et de la ligne de Berlin à Stralsund, elle reçoit le nom de Reinickendorf (Dorf). La gare comprend une plate-forme sur la voie initialement simple et un bâtiment de réception adjacent. À partir de 1900, le chemin de fer est doublé. Le bâtiment d'accueil perd sa fonction, car les installations nécessaires à la gestion des passagers dans le passage souterrain menant à la gare sont mises en place. En 1911, le suffixe Dorf est supprimé.
Le 16 mars 1930, les premiers trains de banlieue électriques viennent à Reinickendorf puis le 1er décembre 1930, la S-Bahn de Berlin.
La ligne de Berlin-Schönholz à Kremmen resté opérationnelle après la grève de la Reichsbahn en 1980. Avec le rachat du S-Bahn de Berlin-Ouest par la Berliner Verkehrsbetriebe le 9 janvier 1984, la gare est enlevée du réseau de la S-Bahn. La réouverture a lieu onze ans plus tard, le 28 mai 1995. Cependant, une seule voie est électrifiée avec un troisième rail, la voie nord est réservée au fret. Pour la gare d'Alt-Reinickendorf, comme on l'appelle depuis la réouverture, elle devient un point d'arrêt. Les trains de la S-Bahn ne s’arrêtent qu'à la limite sud de la plate-forme, tandis que les trains de fret traversent la limite nord.
Une brèche dans le tunnel d'accès au nord de la Flottenstraße est prévue pour créer un accès supplémentaire. En mars 2019, le permis de construire correspondant est accordé par l'Office fédéral des chemins de fer. La mise en œuvre était initialement prévue pour fin 2017.

## Service des voyageurs

### Accueil
La station de S-Bahn se situe à l'est du passage supérieur de la Roedernallee. L'accès se fait par un embranchement de cette rue du côté sud. La gare comprend une plate-forme centrale, où seule la limite sud de la plate-forme est desservie. Le bâtiment d'accueil de deux étages est situé à l'extrémité sud-ouest du complexe.

### Desserte
Alt-Reinickendorf est desservie par les trains de la ligne 25 du S-Bahn de Berlin.

Installations
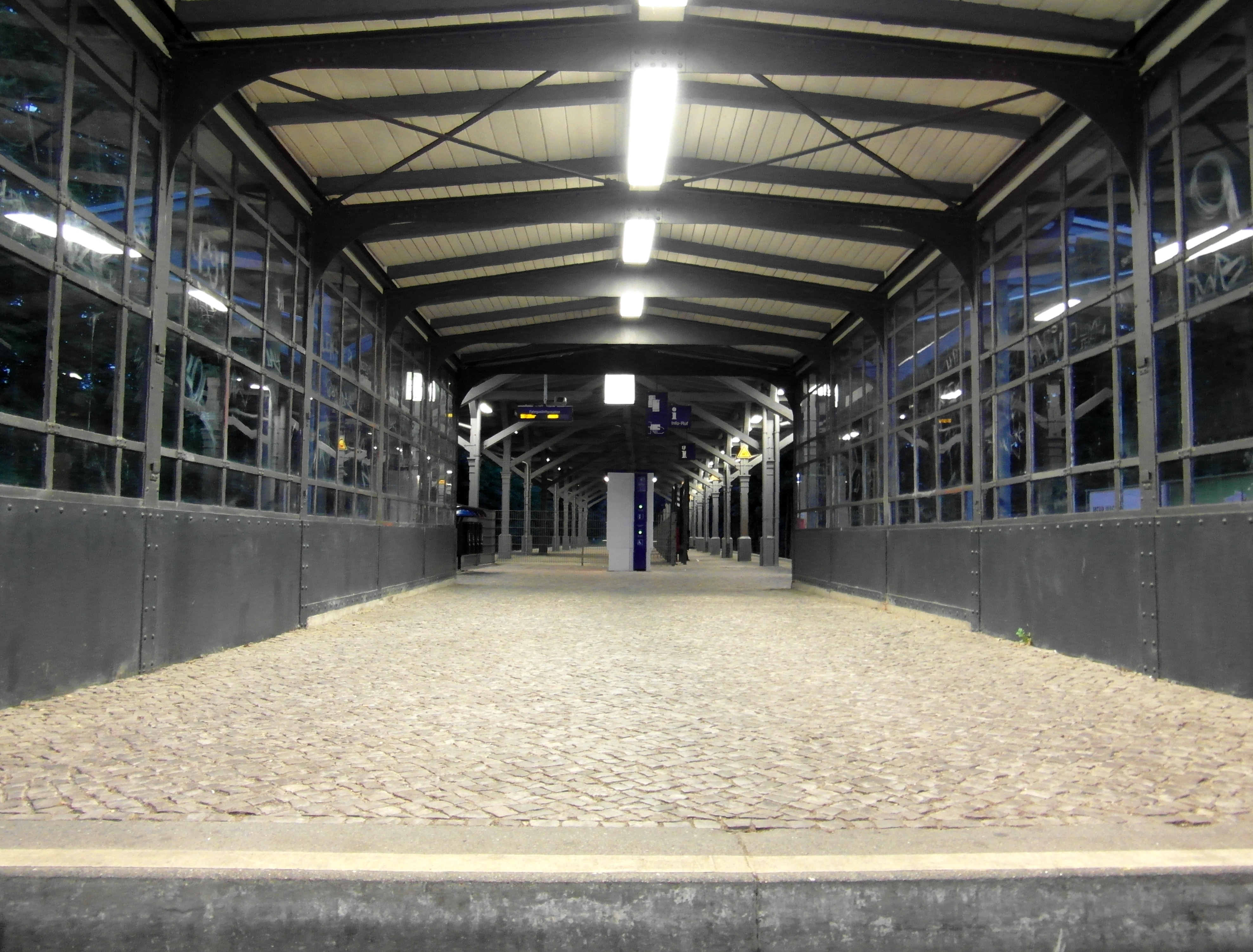
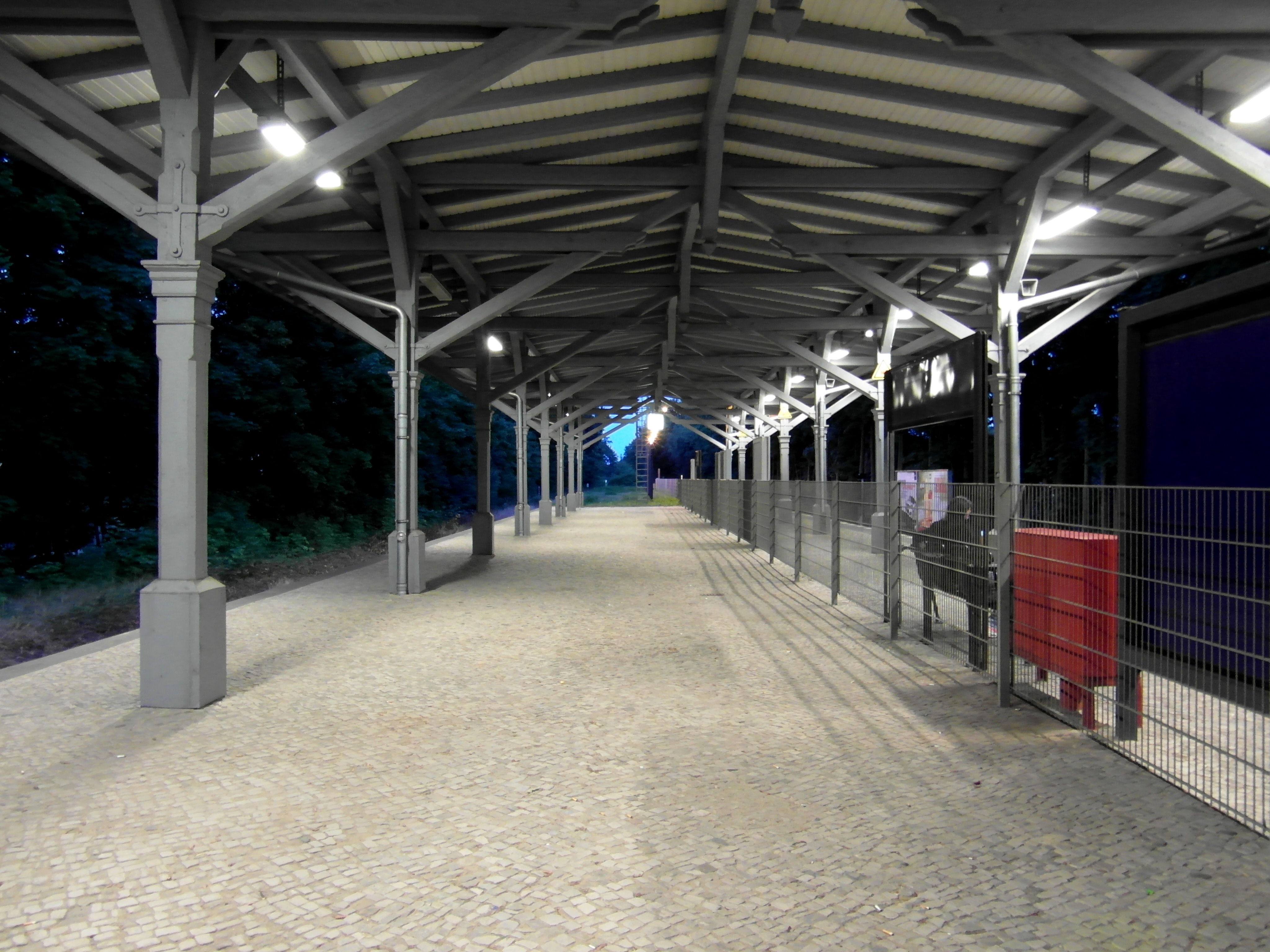
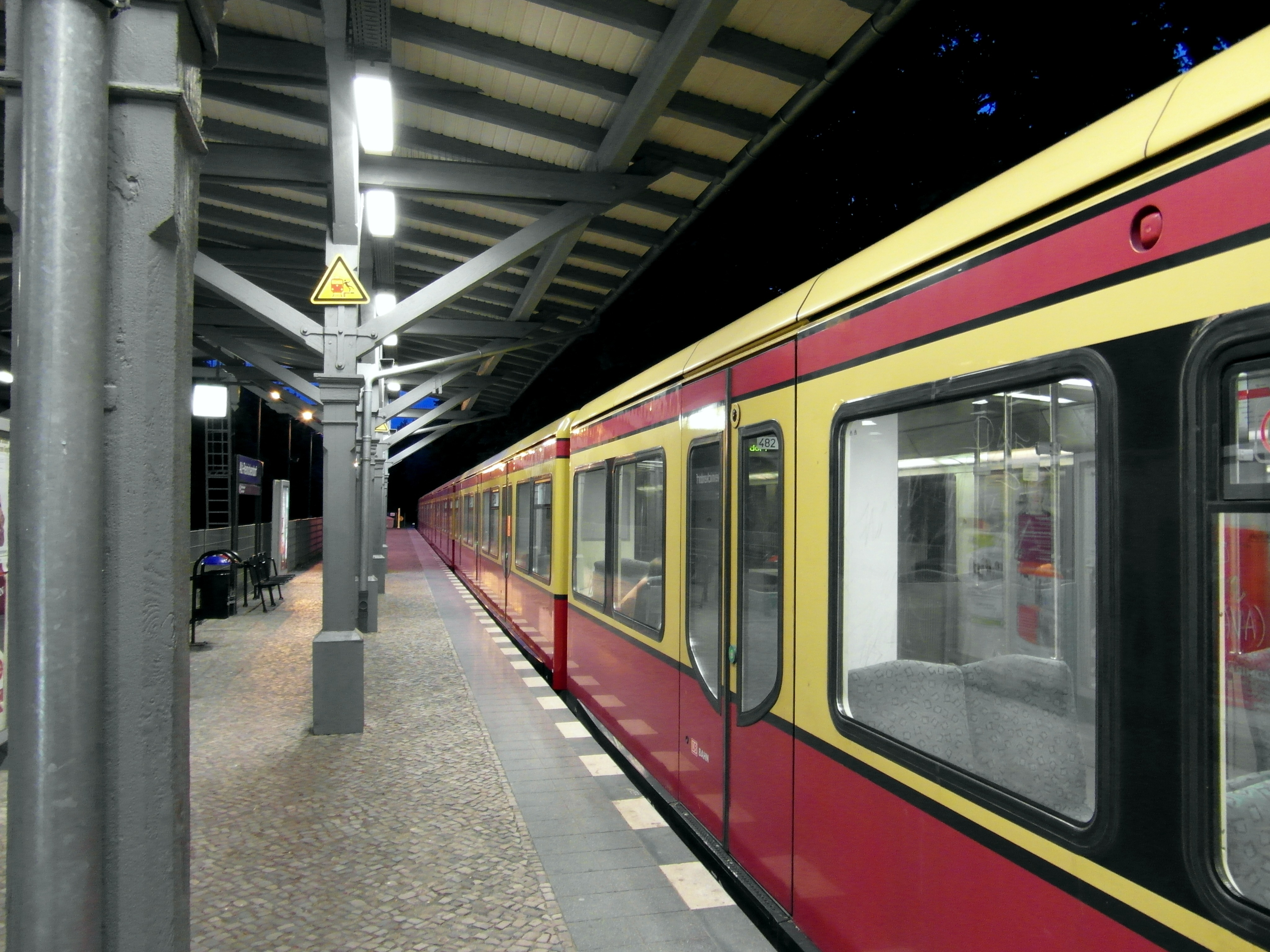

### Intermodalité
La gare est proche de deux arrêts de bus de la Berliner Verkehrsbetriebe.